# Truplaya calogastra
Truplaya calogastra är en tvåvingeart som först beskrevs av Speiser 1913.  Truplaya calogastra ingår i släktet Truplaya och familjen platthornsmyggor. Inga underarter finns listade i Catalogue of Life.